# Que tapent les tambours
Que tapent les tambours est le 12e et avant-dernier épisode de la troisième saison de la deuxième série de la série télévisée britannique Doctor Who. Son titre sur l'édition DVD française est Qui tapent les tambours. Il a été diffusé pour la première fois le 23 juin 2007 sur BBC One. Il constitue la deuxième partie d'un triptyque amorcé avec Utopia et se terminant avec Le Dernier Seigneur du temps.

## Accroche
Le Docteur, Martha et Jack retournent à Londres au début du XXIe siècle. À leur arrivée, ils découvrent que le Maître est devenu Premier ministre du Royaume-Uni sous le nom d'Harold Saxon et semble détenir tous les pouvoirs. Celui-ci se prépare à accueillir sur Terre une nouvelle race d'extraterrestres, les Toclafanes.

## Distribution
- David Tennant : Le Docteur
- Freema Agyeman : Martha Jones
- John Barrowman : Capitaine Jack Harkness
- John Simm : Le Maître/Harold Saxon
- Adjoa Andoh : Francine Jones
- Gugu Mbatha-Raw : Tish Jones
- Trevor Laird : Clive Jones
- Reggie Yates : Leo Jones
- Alexandra Moen : Lucy Saxon
- Tom Ellis : Thomas Milligan
- Ellie Haddington : Professeur Docherty
- Tom Golding : Lad
- Natasha Alexander : Femme
- Elize du Toit : La femme nerveuse
- Nichola McAuliffe : Vivien Rook
- Nicholas Gecks : Albert Dumfries
- Colin Stinton : Président Arthur Colman Winters
- Olivia Hill : Journaliste de la BBC
- Daniel Ming : Journaliste chinois
- Lachele Carl : Journaliste américain
- Sharon Osbourne : Elle-même
- McFly : Eux-mêmes
- Ann Widdecombe : Elle-même
- Zoe Thorne, Gerard Logan, et Johnnie Lyne-Pirkis : Voix des sphères

## Résumé
À la suite des événements de l’épisode "Utopia", le Docteur, Jack et Martha échappent aux Futurekind, en utilisant le manipulateur de Vortex du capitaine Jack, pour retourner dans le  Londres actuel. Ils apprennent que le Maître a pris le nom d’Harold Saxon et qu’il est devenu le nouveau Premier ministre. Le Maître a créé un réseau téléphonique appelé Archangel, qui influe de manière subliminale sur la population pour qu’elle vote en sa faveur. Les trois amis échappent à une bombe placée dans l'appartement de Martha et apprennent que la famille de celle-ci a été arrêtée. Le Maître les contacte pour se réjouir de sa victoire, mentionnant qu'il a été ressuscité par les Seigneurs du temps pour se battre dans la Guerre du temps. Quand la défaite semblait inévitable, le Maître a fui jusqu'à la fin de l'univers et s'est rendu humain. Il leur révèle qu’ils sont, à présent, les criminels les plus recherchés d'Angleterre et qu’il leur a ôté toutes les aides qu’ils auraient pu avoir, y compris Torchwood. Le Maître demande au Docteur où se trouve Gallifrey, et le docteur répond que Gallifrey a été détruite.
Se cachant dans un bâtiment abandonné, le Docteur utilise des parties de l'ordinateur portable de Martha et ses clés du TARDIS pour créer des filtres de perception afin qu'ils puissent passer inaperçus. Il explique à ses compagnons que le Maître est un ancien ami à lui, et qu’il est devenu fou après avoir regardé dans le vortex du temps. A la télévision, Ils voient le Maître annoncer aux téléspectateurs le premier contact entre la Terre et une race extraterrestre, connue sous le nom de Toclafane, pour le lendemain. Le président américain Winters arrive au Royaume-Uni et place l'opération entre les mains d'UNIT, il prend la direction de la réunion et la déplace sur le porte-avions volant Valiant. Le Maître accepte les changements et embarque, avec sa femme, sur le Valiant, où, grâce au manipulateur de vortex, le Docteur, Martha et Jack se téléportent également. A bord ; ils découvrent que le Maître a converti le TARDIS en machine a Paradoxe qui s’activera au moment du premier contact avec les Toclafane.
Le Docteur dit à Martha et à Jack de se rapprocher du Maître afin de montrer ce qu'il est vraiment, à l’aide de leur filtre de perception. Ils entrent sur le pont, sans être vus, au moment où les quatre premiers Toclafane apparaissent et demandent à voir le Maître. M. Saxon se révèle comme le Maître et ordonne au Toclafane de tuer le Président Winters, qui est désintégré sur place. Le Maître révèle également qu'il peut voir par-delà les filtres de perception et utilise son tournevis laser pour tuer Jack et vieillir le Docteur de 100 ans en suspendant sa capacité à se régénérer. Le Maître utilise la technologie de manipulation génétique et l'ADN qu'il a retiré de la main coupée du Docteur pour torturer le Docteur. Jack donne à Martha son manipulateur de vortex et lui dit de quitter le Valiant.
Le Maître amène la famille de Martha sur le pont lorsque la machine à Paradoxe s'active, ouvrant une faille massive, qui permet à six milliards de Toclafane de descendre sur Terre. Le Maître ordonne au Toclafane de tuer un dixième de la population de la Terre. Martha se rapproche du Docteur, qui lui murmure quelque chose à l’oreille. Incapable de sauver le Docteur, Jack ou sa famille, elle promet de revenir et utilise le manipulateur de vortex pour se téléporter. Martha arrive sur Terre et tente d’échapper aux Toclafane. 
Le Maître exulte à propos de la chute de la race humaine et le Docteur est obligé de regarder sa nouvelle domination, dévasté par son échec à pouvoir l’arrêter...

## Continuité
- Dans Troisième Guerre mondiale, le Docteur semble dire qu'Harriet Jones est Premier Ministre pendant trois mandats consécutifs. Seulement, l'allusion du Docteur à la fin de L'Invasion de Noël et l'arrivée quasiment au même moment d'Harold Saxon dans la vie politique semble avoir changé le cours de l'histoire.
- Commençant sa première réunion de Cabinet, le Maître parle de la reconstruction du 10 Downing Street qui avait explosé à la fin de l'épisode Troisième Guerre mondiale.
- La télévision de Martha est une « Magpie Electricals », compagnie de télévision qu'on a pu voir en 1950 dans L'Hystérique de l'étrange lucarne.
- Le Maître révèle qu'il est responsable du travail de Tish lorsqu'elle travaillait pour le Professeur Lazarus (voir L'Expérience Lazarus). Il révèle que son tournevis laser est en partie fondé sur les travaux de Lazarus.
- Dans la première série, le Docteur a aussi vieilli prématurément dans l'épisode The Leisure Hive (1980)[1].
- Une inspiration pour le maquillage du Docteur ayant vieilli de 100 ans est William Hartnell, qui joua le premier Docteur.
- Le Docteur, étant celui qui a terminé la Guerre du Temps, est considéré comme maudit par le Maître. Cela renvoie à la phrase que dit la Bête lorsqu'elle appelle le Docteur « Le Destructeur de sa propre espèce » (La Planète du Diable).
- Cet épisode permet de comprendre pourquoi le logo se trouvant sur le téléphone de Martha et celui du projet de recherche du Professeur Lazarus se ressemblent. Il s'agit du Projet Archange.
- Le Maître propose à Lucy un Jelly Babies. Ces bonbon étaient fréquemment proposés par le quatrième Docteur.

### Continuité avec leWhoniverse
- Il est redit que la nature anachronique du TARDIS n'est pas remarquée par les passants grâce à un filtre de perception, que l'on trouvait également sur le pavé invisible de l'épisode Tout change de Torchwood. On retrouve cette propriété dans les clés que portent les personnages autour du cou.
- La non-apparition officielle des membres de Torchwood est expliquée par leur renvoi par l'équipe d'Harold Saxon, qui en tant que Premier Ministre peut donner des ordres à Torchwood. Jack Harkness explique également pourquoi il s'est décidé à travailler pour Torchwood alors que ceux-ci sont considérés par le Docteur comme des « ennemis ».
- Le président des États-Unis explique que le protocole de UNIT pour la réception d'extra-terrestres date de 1968, date à laquelle UNIT apparut pour la première fois dans Doctor Who (épisode The Invasion).
- Le Maître propose à sa compagne un Jelly Baby, bonbon préféré du quatrième Docteur.

### Gallifrey
- C'est la première fois que l'on voit la planète Gallifrey depuis le début de la seconde série. C'est la première fois que l'on voit le tunnel de Rassillon.
- Les costumes des Seigneurs du Temps portés par les acteurs dans les flash-backs du Docteur, créés par James Acheson, apparurent dans la série pour la première fois dans l'épisode The Deadly Assassin (1976).

### Le Maître
- L'identité du M. Saxon dont le nom apparaissait de façon évasive durant toute cette saison est enfin révélé.
- Le Docteur affirme que le Maître était mort, ce qui est effectivement arrivé à la fin du téléfilm Le Seigneur du Temps (1996).
- La phrase « Peuple de la Terre, écoutez-moi attentivement » ("Peoples of the Earth, please attend carefully") prononcée par le Maître renvoie à la phrase « Peuple de l'Univers, écoutez-moi attentivement » prononcée par lui-même dans l'épisode Logopolis (1981)[1].
- Le Maître en adoptant une forme plus jeune, adopte aussi un caractère proche de celui du Docteur tel qu'il est joué par David Tennant, pouvant passer du sérieux au rire en quelques secondes.
- De plus, le Maître semble avoir la même relation avec Lucy Saxon que le Docteur avec ses compagnes féminines. Il utilise même le terme de « compagne » (en VO companion) pour la désigner.
- Le Maître regarde un épisode des Télétubbies ce qui renvoie à sa fascination pour les dessins animés pour enfants déjà vue dans l'épisode The Sea Devils (1972)[2].

## Production
- Même si les épisodes Utopia et Le Dernier Seigneur du temps forment un triptyque avec celui-ci, Russell T Davies considère Utopia comme une histoire séparée des deux suivantes[3]. D'ailleurs l'épisode commence directement sans montrer de "Previously On".
- La publicité de la BBC pour cet épisode montrait différentes célébrités comme Sharon Osbourne, le groupe McFly et Ann Widdecombe, disant qu'elles allaient voter pour Harold Saxon. On trouve cette publicité en raccourci dans cet épisode[4].
- Comme à son habitude, la BBC a créé deux faux sites[5] pour la campagne d'Harold Saxon. Ils comportaient les mêmes pages que celles que l'on voit dans cet épisode. Ils sont désormais utilisés pour de la publicité.

### Casting
- Lachele Carl apparaît dans le petit rôle de présentatrice de journal américain, dans les épisodes L'Humanité en péril, Troisième Guerre mondiale et L'Invasion de Noël. Depuis cet épisode, elle est enfin créditée sous le nom de « Trinity Wells ».
- Idem pour Olivia Hill qui jouait une journaliste dans l'épisode de The Sarah Jane Adventures : Invasion of the Bane.
- Zoe Thorne qui joue les voix d'une partie des Toclafanes, jouait aussi la voix des Gelths dans Des morts inassouvis.

### Musique
- Voodoo Child par le groupe Rogue Traders est joué à la fin de l'épisode. Ce morceau vient de l'album Here Come the Drums et l'on retrouve les phrases « le son des tambours » (the sound of drums) et « viennent les tambours » (here come the drums) dans ses paroles.
- Le motif des tambours bat comme le rythme du générique de la série, un rythme de boléro[6].